# Velmej
Velmej (macedónul: Велмеј) település Észak-Macedóniában, a Délnyugati körzet Debarcai járásában.

## Népesség
| Lakosok száma | 1186 | 1257 | 1217 | 1091 | 912  | 639  | 582  | 511  | 260  |
|               | 1948 | 1953 | 1961 | 1971 | 1981 | 1991 | 1994 | 2002 | 2021 |

2002-ben 511 lakosa volt, akik mindannyian macedónok.